# 카이로역
카이로역(Bab el-Hadid, Cairo Station)은 이집트에서 제작된 유세프 샤힌 감독의 1958년 범죄, 드라마 영화이다. 파리드 쇼키 등이 주연으로 출연하였다.

## 출연

### 주연
- 파리드 쇼키
- 힌드 로스톰
- 유세프 샤힌

## 같이 보기
- 제31회 아카데미상 외국어영화상 출품작 목록